# Незбодичский сельсовет
Незбодичский сельсовет — административная единица на территории Свислочского района Гродненской области Республики Беларусь.

## История
Образован 12 октября 1940 года в составе Свислочского района Белостокской области БССР. С 20 сентября 1944 года в составе Гродненской области. 16 июля 1954 года до сельсовета присоединена территория упраздненного Стоцкого сельсовета .
В 1976 году в состав сельсовета с Добровольского сельсовет переданы деревни Гринки 1, Гринки 2, Гринки 3 и хутор Клециск . 28 августа 2015 года ликвидирован хутор Ракавшчына .

## Население
Население сельсовета согласно переписи 2009 года - 1419 человек .
Из них 90,8% - белорусы, 5,1% - поляки, 2,4% - русские .

## Состав
Незбодичский сельсовет включает 21 населённый пункт:
- Безводники — деревня.
- Гаркавщина — деревня.
- Глушки — деревня.
- Гринки 1 — деревня.
- Гринки — агрогородок.
- Гринки 3 — деревня.
- Дречаны — деревня.
- Заречаны — деревня.
- Калиновская — деревня.
- Качки — деревня.
- Колоная — деревня.
- Масюковщина — хутор.
- Незбодичи — агрогородок.
- Ошивки — хутор.
- Раковщина — хутор.
- Романовцы — деревня.
- Рыболы — деревня.
- Стоки — деревня.
- Тарасовка — хутор.
- Якушовка — деревня.
- Ятвеск — хутор.